# Линсяо
Пагода Линсяо (кит. трад. 凌霄塔, пиньинь Língxiāo tǎ) — китайская пагода, расположенная к западу от храма Синлун в Чжэндине, провинция Хэбэй.

## История
Первоначальная пагода, которая стояла на том же месте была дублирована деревянная пагодой, построенной в 860 году, во времена империи Тан. В том виде, что находится сегодня пагода, она была перестроена в 1045 году, во время правления сунского императора Жэнь-цзуна (1022—1063). Кроме того, пагода ремонтировалась и восстанавливалась во времена империй Юань, Мин и Цин. Ранее она была частью монастыря Тяньнин, и хотя его давно не существует, пагода хорошо сохранилась с XXI века. В 1966 году пагода была повреждена в результате землетрясения, но ремонтные работы позволили сохранить ее открытой для общественности.

## Описание
Высота кирпичного основания и здания пагоды составляет 42 метра или четыре этажа, а начиная с пятого этажа и вверх продолжается деревянная часть пагоды. Пагода имеет в общей сложности девять этажей с девятью деревянными рядами карнизов, окружающих восьмиугольные внешние стены пагоды.. В центре пагоды расположена большая колонна, являющаяся особенностью китайской архитектуры пагод, установка которой была прекращена спустя некоторое время после окончания монгольского владычества. Построенная десять лет спустя, в 1055 году, пагода Ляоди (самая высокая китайская средневековая пагода) также имеет внутреннюю колонну, в виде другой пагоды. Внутри пагоды Линсяо деревянная лестница ведет на четвёртый этаж. Пагода увенчана чугунным шпилем.

## Галерея

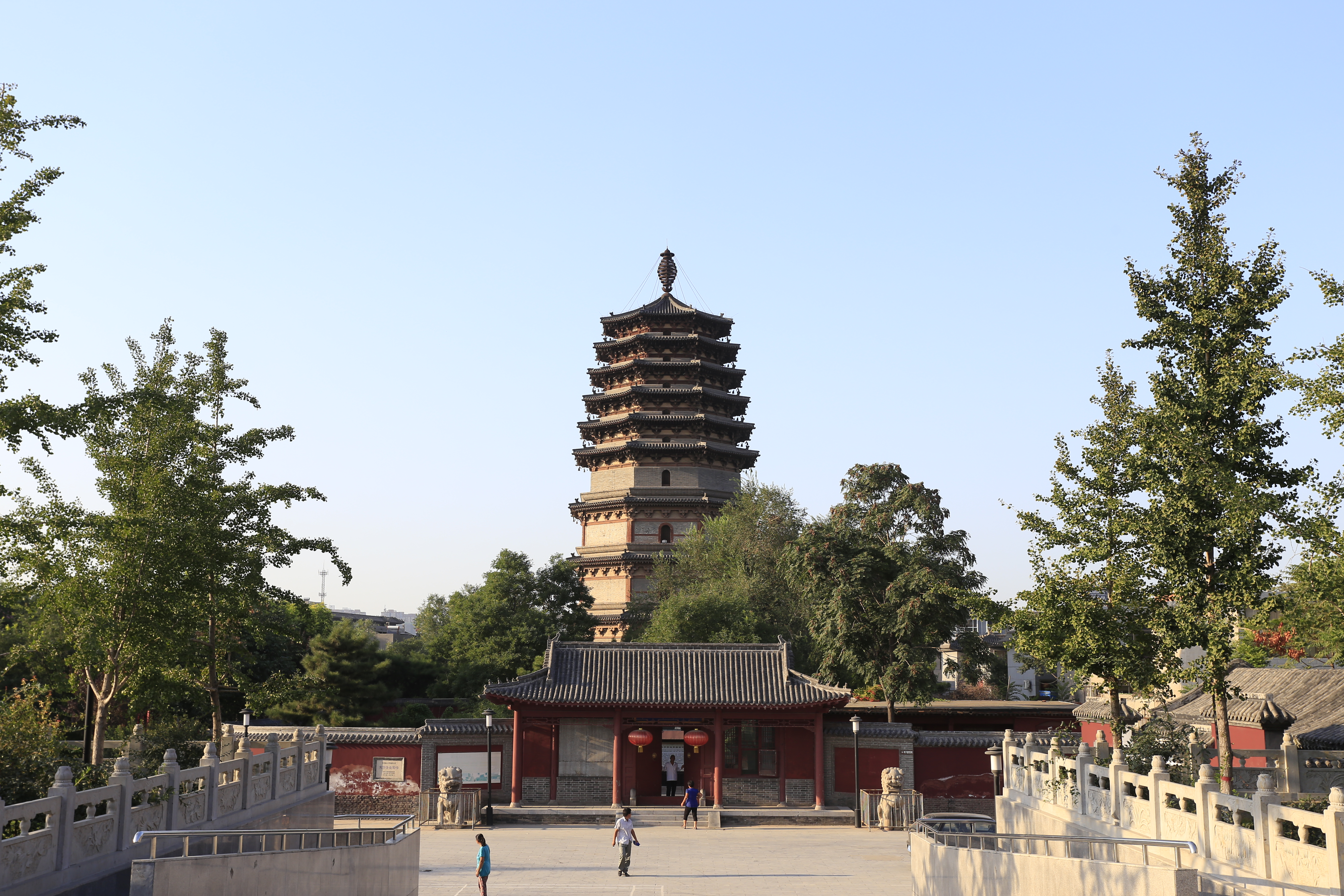
Общий вид пагоды, 2013 год
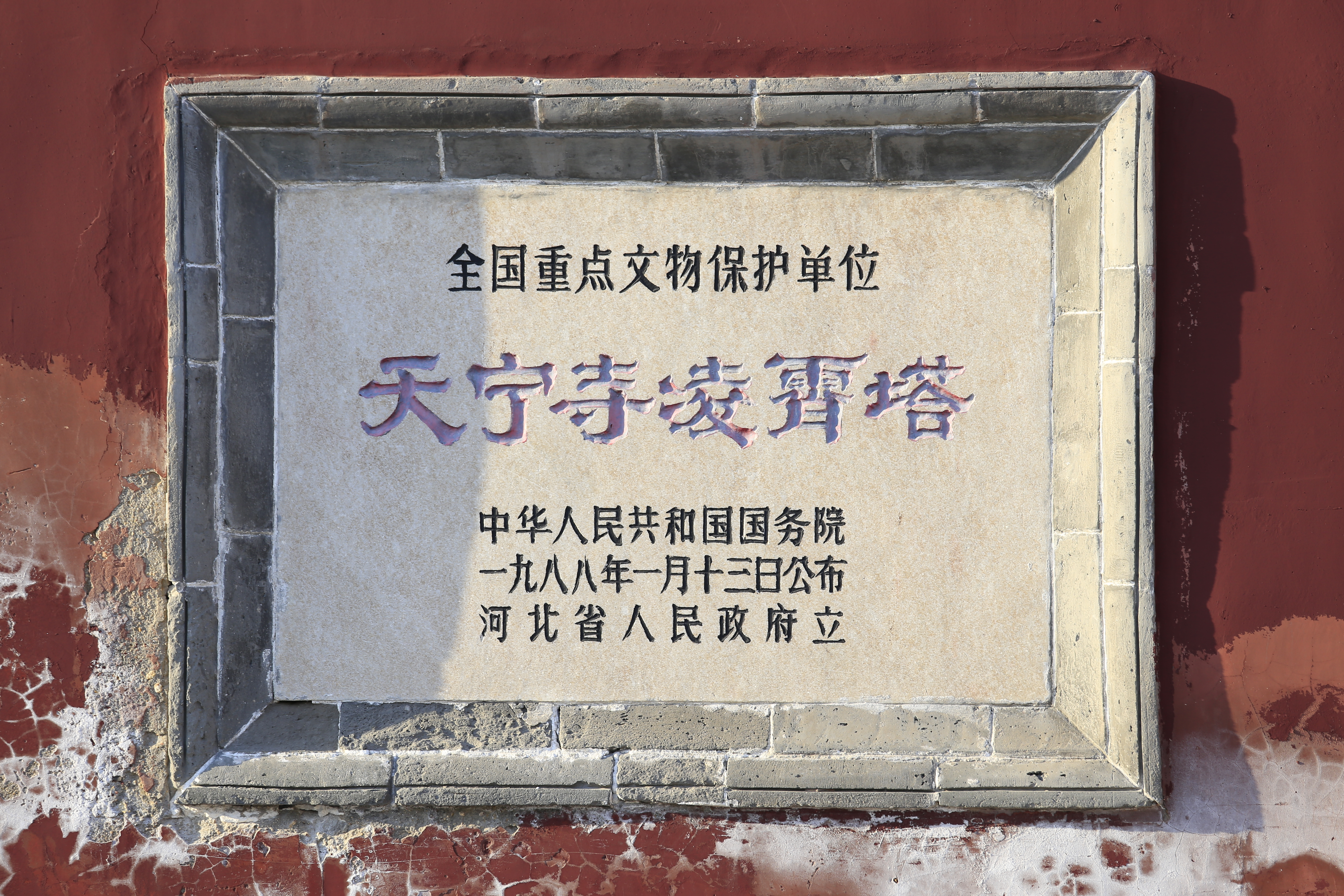
Табличка с названием пагоды
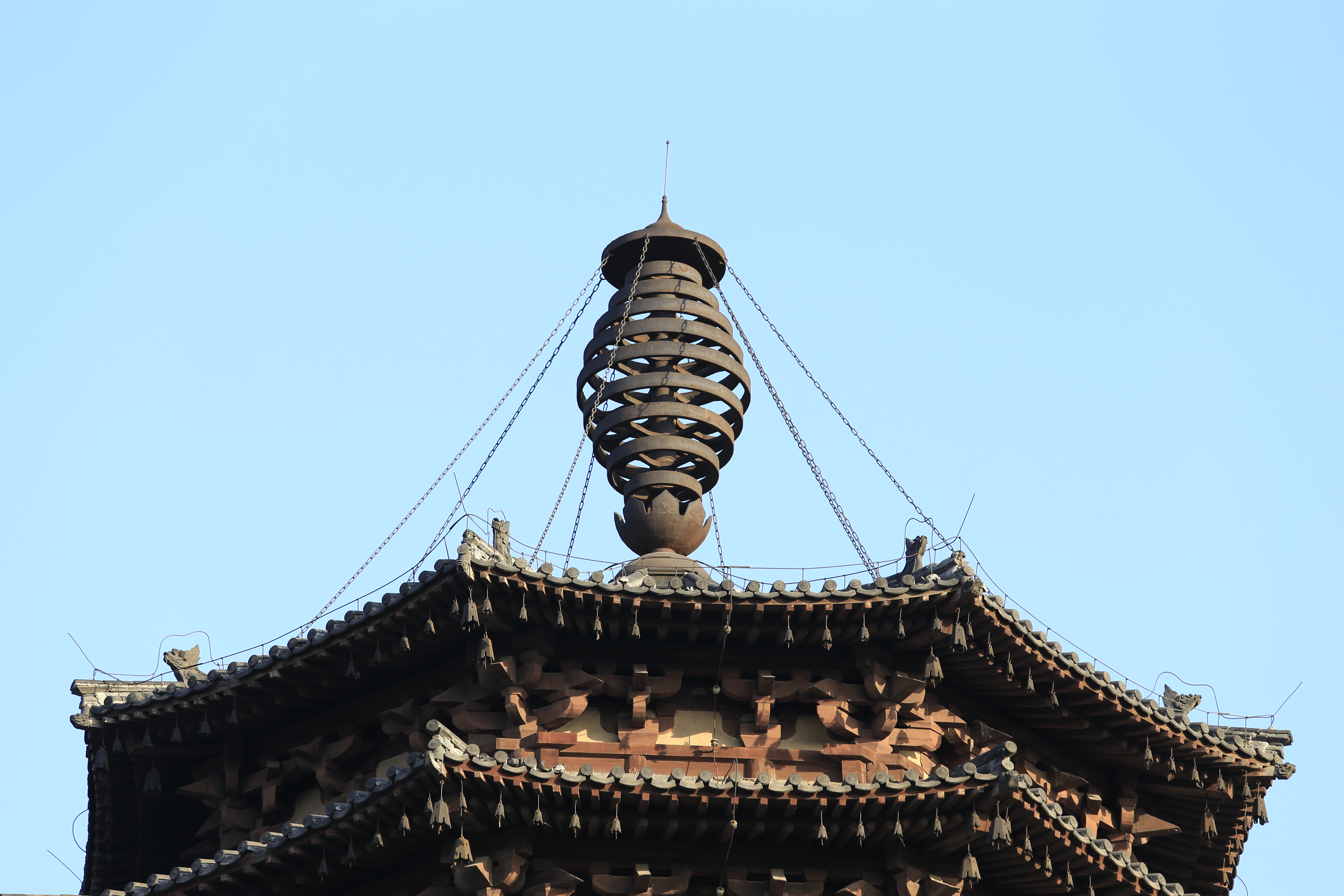
Чугунный шпиль
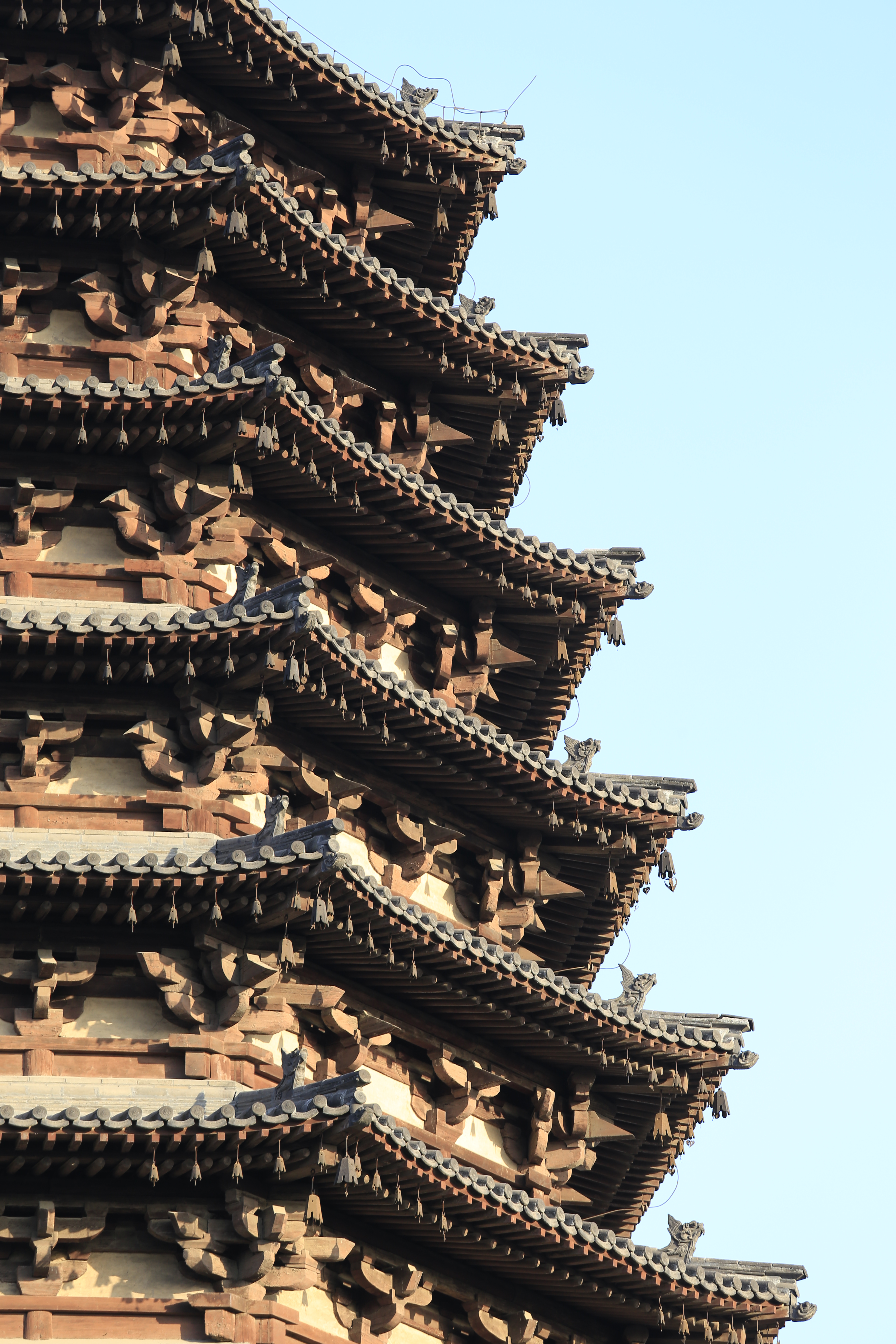
Деревянные карнизы